# Villa Corridi

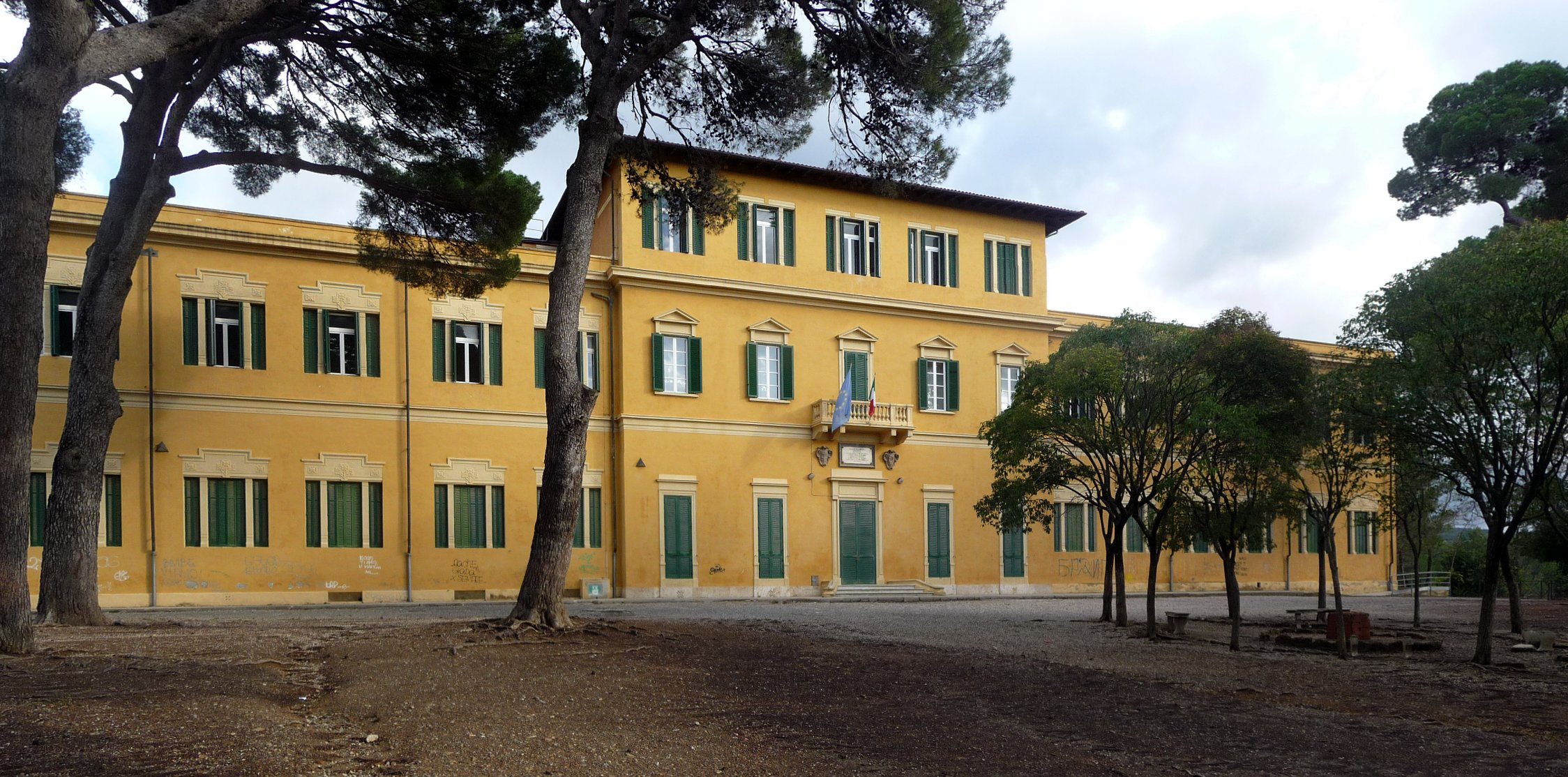
Edificio principale dell'ex sanatorio, che tuttavia non costituiva la villa padronale

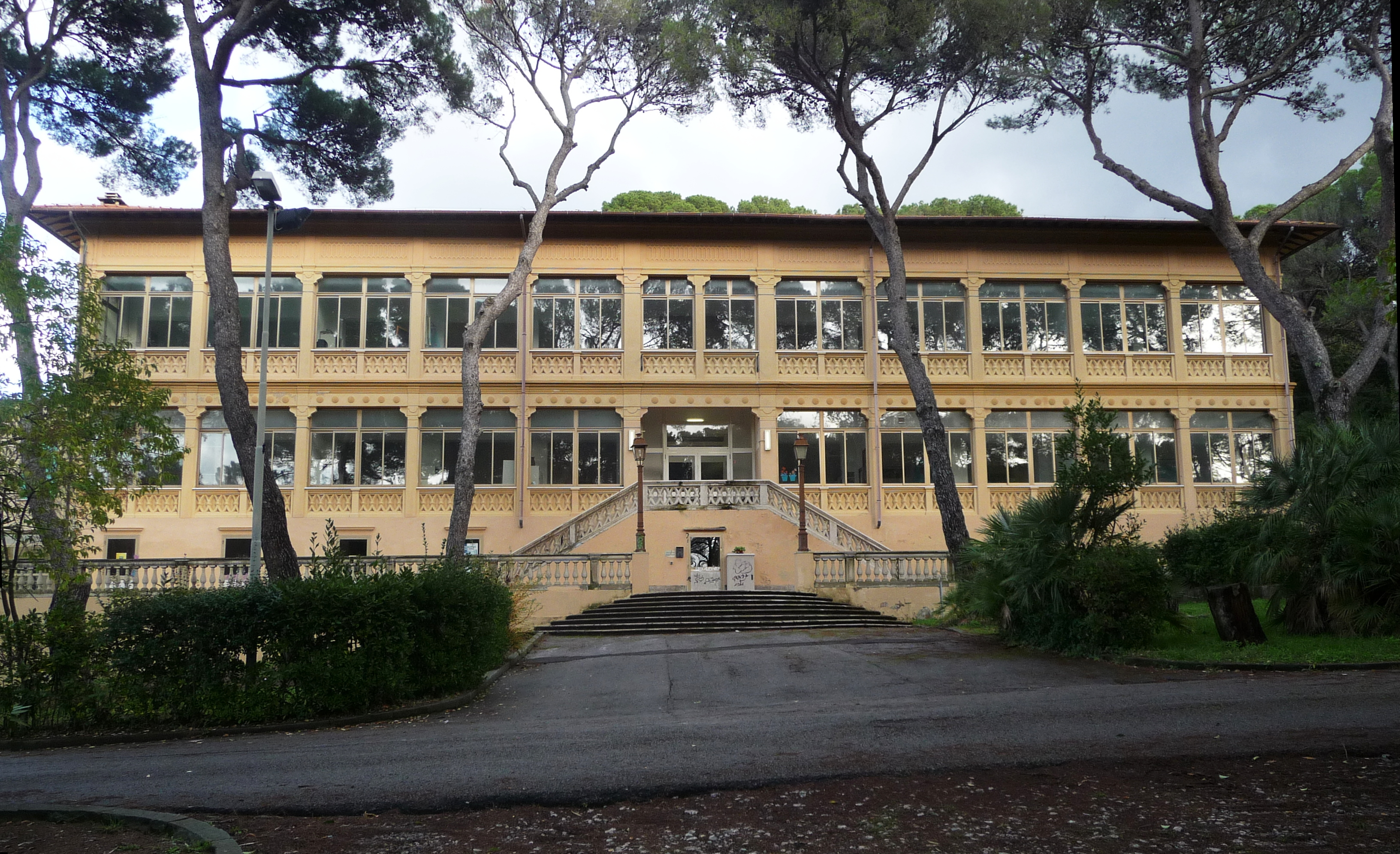
Strutture dell'ex sanatorio

Villa Corridi è un'antica dimora signorile di Livorno. Ubicata in via di Collinaia, è circondata da una vasta area verde, che, con i suoi 63.000 m², di cui 34.500 tenuti a prato, costituisce il più vasto parco pubblico della città.

## Storia

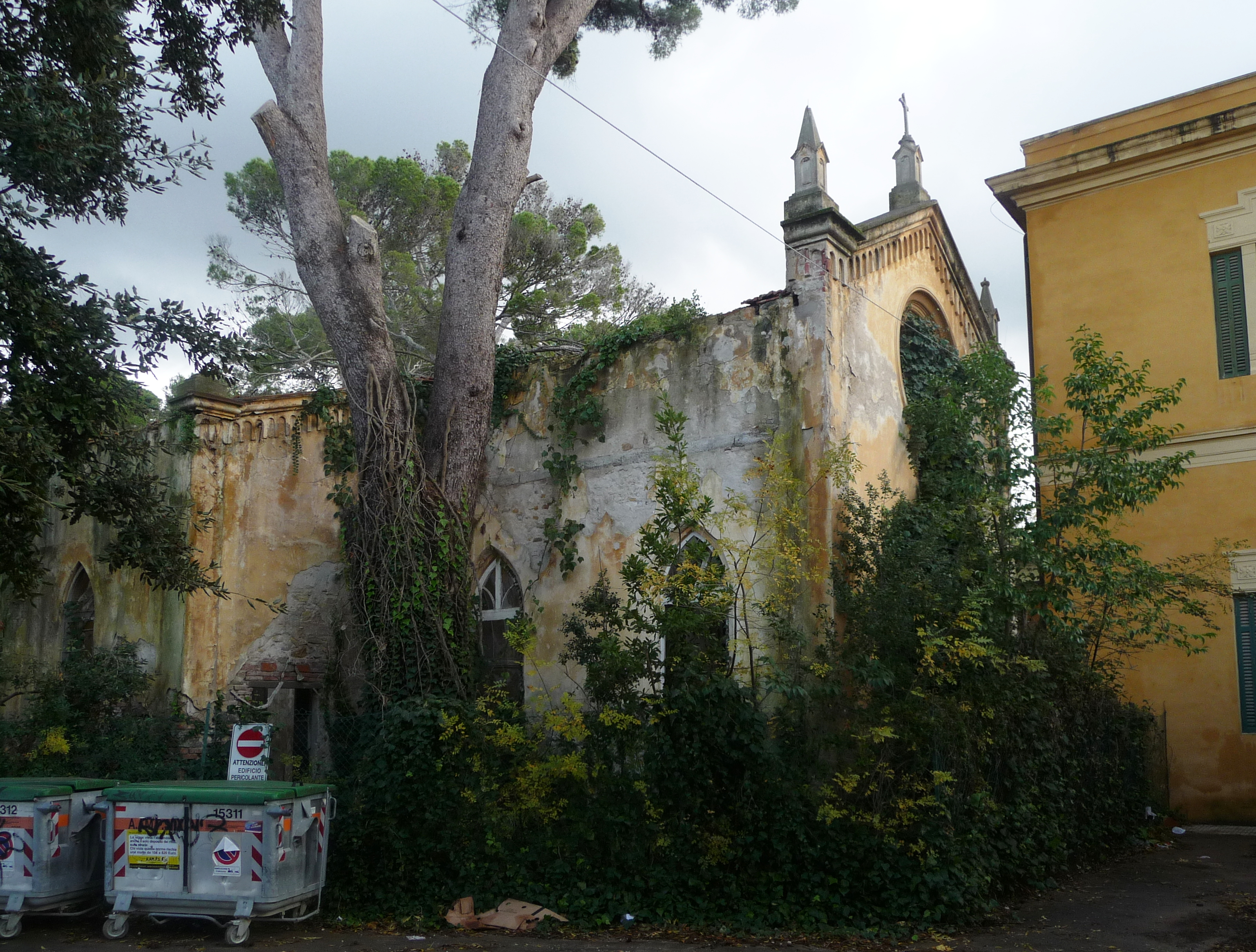
Chiesa del Cristo Re

Appartenuta alla famiglia Corridi dalla metà dell'Ottocento, dominava le vaste proprietà agricole che la circondavano. I Corridi erano imprenditori nel campo chimico-farmaceutico e impiantarono una distilleria, denominata "Lo Stillo", a breve distanza dalla proprietà. Per volontà dei Corridi nella tenuta fu costruito uno stabilimento termale progettato da Angiolo della Valle, la cui planimetria richiamava i Bagnetti della Puzzolente disegnati da Pasquale Poccianti. Tuttavia, nel giro di pochi anni, le terme funzionarono sempre con minore fortuna e furono inevitabilmente chiuse.
Data la sua posizione favorevole, alla chiusura delle terme l'intera fattoria fu considerata dalle autorità sanitarie un ideale luogo di cura e nel 1904 fu trasformata in sanatorio su progetto di Adriano Alberto Padova, il quale integrò l'edificio termale nel nucleo centrale della nuova struttura e riadattò la vecchia villa padronale. Contemporaneamente, il parco, che per anni era rimasto incolto, fu risistemato in parte come giardino all'inglese e in parte come giardino all'italiana. Alcuni anni dopo fu costruita una vasta chiesa di gusto eclettico-neogotico, la quale fu intitolata al Cristo Re. Nei successivi anni trenta fu innalzato anche un teatro di piccole dimensioni, oggi noto come Teatro Mascagni.
Nel 1968, iniziò la dismissione di alcuni reparti del sanatorio, fino alla sua completa chiusura negli anni settanta. Successivamente la piccola cappella mortuaria del sanatorio fu affidata alla Chiesa Battista, mentre il teatro annesso alla struttura ospedaliera fu completamente restaurato. La chiesa del Cristo Re fu invece abbandonata. Ad oggi alcuni padiglioni dell'ex sanatorio sono stati destinati ad uso scolastico, mentre altri (tra cui la villa Corridi vera e propria) risultano in completa rovina.
Il parco, aperto al pubblico dagli inizi degli anni ottanta, è ricco di essenze arboree quali: lecci, pini d'Aleppo, olmi, acacie, palme delle Canarie e palme nane.

## Cappella di Sant'Edoardo

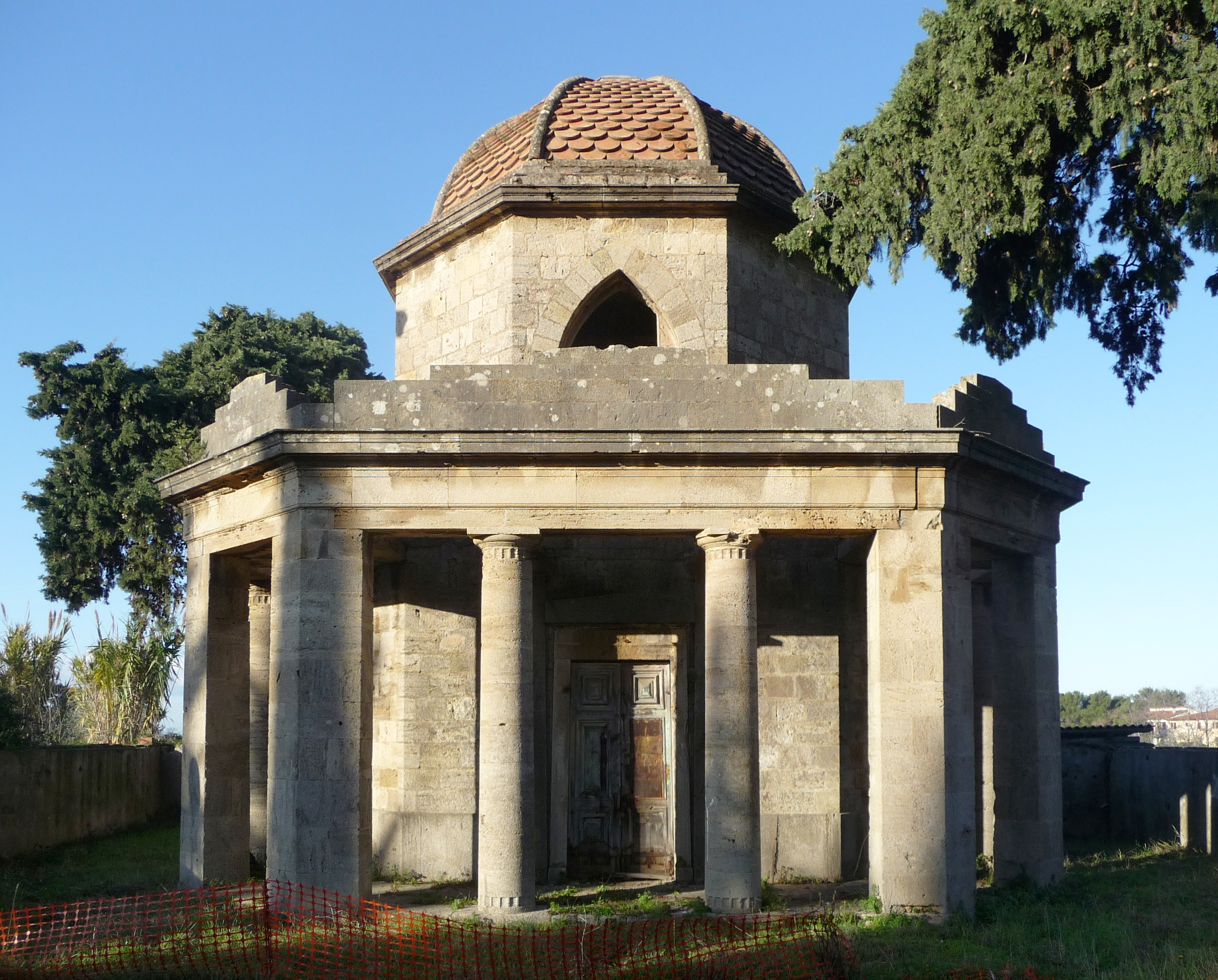
Cappella Sant'Edoardo

Nei pressi della villa si trova una piccola cappella ottocentesca, eretta nel luogo in cui, nel 1867, fu assassinato Gustavo Corridi. Dedicata a sant'Edoardo, è caratterizzata da una cupola ottagonale. All'interno si trovava una statua del defunto, opera di Vincenzo Cerri, poi trasferita a villa Fabbricotti. Oggi l'edificio è in completo stato di abbandono.